# Griffithsochloa multifida
Griffithsochloa es un género monotípico de plantas herbáceas perteneciente a la familia de las poáceas. Su única especie: Griffithsochloa multifida (Griffiths) G.J.Pierce, es originaria de México.
Algunos autores lo incluyen en el género Cathestechum.

## Etimología
El género fue nombrado en honor de David Griffiths, que recolectó y describió la especie tipo. 

## Citología
Número de la base del cromosoma, x = 10; 2 ploid. 

## Sinonimia
- Cathestecum multifidum Griffiths[2]